# Alex Gilbey
Alexander Scott "Alex" Gilbey (Dagenham, 9 december 1994) is een Engels voetballer die bij voorkeur als centrale middenvelder speelt. In 2016 verruilde hij Colchester United voor Wigan Athletic.

## Clubcarrière
Gilbey tekende op 16 februari 2012 een profcontract bij Colchester United. Op 9 oktober 2012 debuteerde hij voor de club in de Football League Trophy, tegen Northampton Town. Op 8 december 2012 maakte hij zijn competitiedebuut in de League One, tegen Oldham Athletic. In maart 2013 werd hij voor twee maanden uitgeleend aan Newport County, dat op dat moment in de Football Conference uitkwam. In 2016 verliep zijn verbintenis bij Colchester en hierop tekende Gilbey voor drie jaar bij Wigan Athletic, dat het seizoen ervoor gepromoveerd was naar het Championship.